# 上流式厌氧污泥床

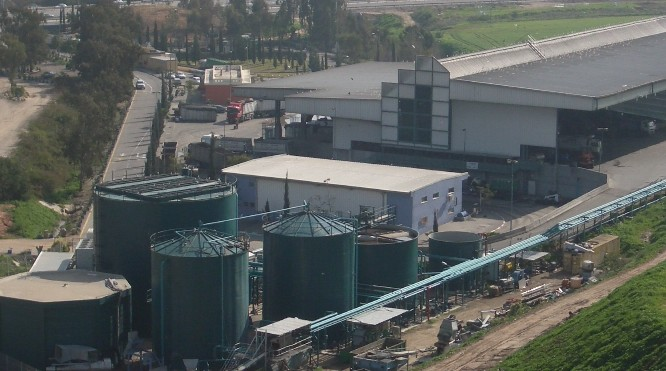
以色列UASB反應器

上流式厌氧污泥床反应器（英文：Up-flow Anaerobic Sludge Blanket, UASB）是一种处理污水的厌氧生物方法，于1977年由荷兰Lettinga教授发明。
污水自下而上通过UASB。反应器底部有一个高浓度、高活性的污泥床，污水中的大部分有机污染物在此间经过厌氧发酵降解为甲烷和二氧化碳。
因水流和气泡的搅动，污泥床之上有一个污泥悬浮层。
反应器上部有设有三相分离器，用以分离消化气、消化液和污泥颗粒。消化气自反应器顶部导出；污泥颗粒自动滑落沉降至反应器底部的污泥床；消化液从澄清区出水。
UASB负荷能力很大，适用于高浓度有机废水的处理。运行良好的UASB有很高的有机污染物去除率，不需要搅拌，能适应较大幅度的负荷冲击、温度和pH变化。